# Топуз (лист)
Топуз је конзервативни лист који је излазио од 1903. године у Београду; власник и одговорни уредник је био Тома Митровић. То је био један од малих шаљивих листова који су излазили уочи династичке промене 1903. године.

## Карактеристике
Први број листа "Топуз" је објављен у Београду 2. марта 1903. године, излазио је четвртком и недељом, до броја 14, 20.априла. Штампа "Вук Караџић"; Штампарија Гавр. Давидовића и Комп. Нажалост, сачуван је само 14. број овог листа.
Уредништво овог листа је отворено подржавало идеју краља Александра Обреновића да ојача "цепање" партија. Критиковали су све велике политичке странке.

## Афоризми
Лист "Топуз" је објављивао и афоризме, посебно у рубрици "Филозофија о женама" из које су прилози:

"Једна жена пре ће да обожава десет људи но што ће обожавати једну жену"

"У љубави чинимо ми од жене све и сва, у браку чине жене од нас све и сва"

"Жене готово никад не плачу нити се смеју кад су саме"
Ови афоризми су преузимани из стране штампе, што је била пракса и код других наших листова.

## Загонетке - одгонетке
"Водом иде не бућка, пољем иде не шушка?" Одговор је - "чланци опозиционих листова".

"Свој дробац ије, своју крв пије?" Одговор је - "наша опозиција".

## Питалице
"Шта је кокетирање? - "То је вештина женскиња, да туђе срце задобије, а своје не изгуби!"

"Ко су највећи гиздавци?" - "Од свију створова највише потроше времена око своје тоалете: жене, мачке и тице!"

## Карикатуре
Критика политичких странака приказана је и на карикатурама, као нрп. насловна карикатура која представља троглаву аждају са главама вођа Либералне, Напредне и Радикалне партије. Карикатура "Уображени политички пакао" приказује представнике истих странака приказане у паклу, а ђаволи их боду вилама, извршавајући пресуде "Бироа за грехове".